# 古塔旧址
古塔旧址，位于中国青海省囊谦县香达乡，为青海省市县级文物保护单位，公布日期为1988年5月20日，类型为古遗址。
古塔旧址的历史年代为唐、清。